# العلاقات الإيطالية الفنزويلية
العلاقات الإيطالية الفنزويلية هي العلاقات الثنائية التي تجمع بين إيطاليا وفنزويلا.

## مقارنة بين البلدين
هذه مقارنة عامة ومرجعية للدولتين:
| وجه المقارنة                                              | إيطاليا                                                  | فنزويلا                                  |
| --------------------------------------------------------- | -------------------------------------------------------- | ---------------------------------------- |
| المساحة (كم2)                                             | 301.34 ألف                                               | 916.45 ألف                               |
| عدد السكان (نسمة)                                         | 60.60 مليون                                              | 28.87 مليون                              |
| الكثافة السكانية (ن./كم²)                                 | 201.1                                                    | 31.5                                     |
| العاصمة                                                   | روما، فلورنسا، تورينو                                    | كاراكاس                                  |
| اللغة الرسمية                                             | اللغة الإيطالية                                          | اللغة الإسبانية، لغة الإشارة الفنزويلية ‏ |
| العملة                                                    | يورو، ليرة إيطالية                                       | بوليفار فنزويلي                          |
| الناتج المحلي الإجمالي (بليون دولار)                      | 1.93 تريليون                                             | 482.36 مليار                             |
| الناتج المحلي الإجمالي (تعادل القوة الشرائية) بليون دولار | 2.26 تريليون                                             |                                          |
| الناتج المحلي الإجمالي الاسمي للفرد دولار أمريكي          | 29.96 ألف                                                |                                          |
| الناتج المحلي الإجمالي للفرد دولار أمريكي                 | 35.46 ألف                                                |                                          |
| مؤشر التنمية البشرية                                      | 0.873                                                    | 0.762                                    |
| رمز المكالمات الدولي                                      | +39                                                      | +58                                      |
| رمز الإنترنت                                              | .it                                                      | .ve                                      |
| المنطقة الزمنية                                           | توقيت وسط أوروبا، ت ع م+01:00، ت ع م+02:00، أوروبا/روما ‏ | 00                                       |

## مدن متوأمة
في ما يلي قائمة باتفاقيات التوأمة بين مدن إيطالية وفنزويلية:
- ترتبط نابولي مع بلنسية باتفاقية توأمة منذ 3 مايو 1960.
- ترتبط قلعة غيران مع San Diego, Carabobo [الإنجليزية]‏ باتفاقية توأمة.

## منظمات دولية مشتركة
يشترك البلدان في عضوية مجموعة من المنظمات الدولية، منها:
| علم المنظمة | اسم المنظمة                        | تاريخ انضمام إيطاليا | تاريخ انضمام فنزويلا |
| ----------- | ---------------------------------- | -------------------- | -------------------- |
|             | يونسكو                             | ?                    | 25 نوفمبر 1946       |
|             | مؤسسة التمويل الدولية              | 27 ديسمبر 1956       | 28 ديسمبر 1956       |
|             | منظمة حظر الأسلحة الكيميائية       | ?                    | ?                    |
|             | منظمة التجارة العالمية             | 1995                 | ?                    |
|             | وكالة ضمان الاستثمار متعدد الأطراف | 29 أبريل 1988        | 9 مايو 1994          |
|             | الاتحاد البريدي العالمي            | ?                    | ?                    |
|             | منظمة الشرطة الجنائية الدولية      | ?                    | ?                    |
|             | الأمم المتحدة                      | 14 ديسمبر 1955       | 15 نوفمبر 1945       |
|             | الاتحاد الدولي للاتصالات           | 1866                 | 13 أغسطس 1920        |
|             | البنك الدولي للإنشاء والتعمير      | 27 مارس 1947         | 30 ديسمبر 1946       |
|             | المنظمة الهيدروغرافية الدولية      | ?                    | ?                    |
|             | بنك التنمية الكاريبي ‏              | ?                    | ?                    |

## أعلام
هذه قائمة لبعض الشخصيات التي تربطها علاقات بالبلدين:
- أليخاندرو سيتشيرو (لاعب كرة قدم فنزويلي، 20 أبريل 1977[21] – )
- إدغار بيريز جريكو (لاعب كرة قدم فنزويلي، 16 فبراير 1982[22] – )
- إيفان بالازس (متسابق دراجات نارية فنزويلي، 2 يناير 1962 – 28 مايو 1989)
- جابريل سيتشيرو (لاعب كرة قدم فنزويلي، 25 أبريل 1984[23] – )
- جوني سكوتو (25 يناير 1956 – )
- جيسي كورتي (3 يوليو 1955 – )
- خايمي لوسنشي (سياسي فنزويلي، 27 مايو 1924 – 21 مايو 2014)
- خوان جيرمان روسكيو (27 مايو 1763[24] – 10 مارس 1821[24])
- ريني أوتولينا (صحفي فنزويلي، 11 ديسمبر 1928[25] – 16 مارس 1978[25])
- عايدة يسبيكا (15 يوليو 1982[26] – )
- فرانكو سينوريلي (لاعب كرة قدم فنزويلي، 1991[27] – )
- فيرناندو كاريو (ممثل فنزويلي، 6 يناير 1965 – )
- ماسيمو مارجيوتا (لاعب كرة قدم إيطالي، 27 يوليو 1977[28] – )
- مريم حبش (26 يناير 1996 – )
- ميغل ميا فيتالي (لاعب كرة قدم فنزويلي، 19 فبراير 1981 – )

## وصلات خارجية
- موقع وزارة الخارجية الإيطالية
- موقع وزارة الخارجية الفنزويلية